# Hajime Furuta

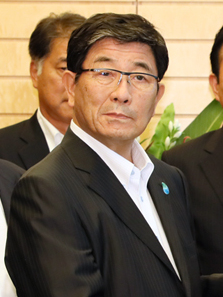
Bild von Hajime Furuta.

Hajime Furuta (jap. 古田 肇 Furuta Hajime; * 13. September 1947 in der Stadt Gifu, Präfektur Gifu) ist ein parteiloser japanischer Politiker und war von 2005 bis 2025 für fünf Amtszeiten Gouverneur der Präfektur Gifu.

## Karriere
Furuta schloss 1971 sein Studium an der rechtswissenschaftlichen Fakultät der Universität Tokio ab und wurde anschließend Beamter im MITI. 1974 absolvierte er ein Auslandsstudium an der École nationale d’administration (ENA), 1987 wurde er ins New Yorker Büro der JETRO entsandt. 1994 war er Sekretär (hishokan) für die Premierminister Hata und Murayama.
2004 verließ Furuta das MITI, um sich der Politik zuzuwenden. Die Gouverneurswahl 2005 in Gifu gewann er mit klarer Mehrheit und löste den 16 Jahre amtierenden Hiromu Kajiwara ab, der nicht mehr kandidierte. Seine Wiederwahl für eine zweite vierjährige Amtszeit am 25. Januar 2009 wurde von LDP, Kōmeitō und dem Präfekturverband der DPJ unterstützt: Mit über 80 % der Stimmen schlug er den KPJ-gestützten Herausforderer Kazuhiko Kinoshita. Auch bei den Gouverneurswahlen 2013 und 2017 wurde er gegen jeweils nur einen, kommunistischen Herausforderer klar im Amt bestätigt. 2021 gewann er mit rund 49 % der Stimmen gegen den ehemaligen Nationalbeamten Yoshihide Esaki (40 %) und zwei weitere Kandidaten. Zur Wahl 2025 zog sich Furuta zurück, Esaki wurde mit breiter Parteienunterstützung zum Nachfolger gewählt.